# Banca Nazionale negli Stati Sardi
La Banca Nazionale negli Stati Sardi è stata la banca centrale del Regno di Sardegna dal 1849 al 1861.

## Storia
Nel 1844 un gruppo di commercianti sotto la guida di Carlo Bombrini aveva fondato la Banca di Genova.
Nel 1847 era stata fondata anche la Banca di Torino, ma ebbe scarso successo e perciò le due banche nel 1849 si fusero in un'unica società privata, che si chiamò Banca Nazionale degli Stati Sardi.
Il 24 maggio 1851, Cavour, presentò un disegno di legge che autorizzava la Banca a portare il suo capitale da 8 a 16 milioni, con l'ingresso nei mesi successivi di nuovi azionisti, imponendole in pari tempo l'obbligo di istituire due succursali a Nizza e a Vercelli e di assumere le funzioni di cassiere dello Stato.
Grazie alle pressioni di Cavour nel 1853 la Banca si vide affidata i compiti di Tesoreria di Stato e conseguentemente ebbe una notevole disponibilità economica per effettuare prestiti.
Con la nascita del Regno d'Italia l'Istituto prese la nuova denominazione di Banca Nazionale nel Regno d'Italia e nel 1867 inglobò sia la Banca di Parma sia la Banca delle Quattro Legazioni.

## Attività
La banca aveva una sede a Torino e un'altra a Genova. La sede di Torino fu alquanto attiva, in quanto vi era una forte contiguità col governo. La Banca divenne il braccio finanziario di Cavour, essendo l'unica banca autorizzata ad emettere cartamoneta.